# Krysk (gmina)
Krysk – dawna gmina wiejska istniejąca w XIX wieku w guberni płockiej. Siedzibą władz gminy był Krysk.
Za Królestwa Polskiego gmina Krysk należała do powiatu płońskiego w guberni płockiej.
Gmina została zniesiona w 1877 roku; odtąd figuruje już nowa gmina Naruszewo, utworzona z obszarów dotychczasowych gmin Krysk i Nacpolsk.